# Promet Rusije
Ruska prometna mreža prilično je nerazvijena u odnosu na veličinu teritorija. Vrsta tala i dugotrajna zaleđenost otežali su razvoj i održavanje cestovnoga sustava koji, ipak, raspolaže s više od 700 000 km asfaltiranih cesta. 
No, zahvaljujući i razvoju automobilske industrije, cestovna se mreža ubrzano proširuje i poboljšava. 
Ruska željeznička mreža najveća je na svijetu (više od 87 000 km), a u devedesetim je godinama osuvremenjena. Transsibirska željeznica prolazi zemljom od zapada prema istoku duljinom od gotovo 10 000 km, najpoznatija je željeznička pruga. Novija pruga BAM (Bajkal-Amur-Magistral) rasterećuje Transsibirsku željeznicu koja prolazi južnijim pravcem. Između Moskve i Sankt Peterburga predviđa se preuređenje pruge za superbrze vlakove. Podzemne željeznice nalaze se u ovim gradovima: Moskva, Sankt Petersburg, Novosibirsk, Nižnji Novgorod, Kazanj i Samara, a u izgradnji su u Omsku i Čeljabinsku.
Zračni promet, bitan za pokrivanje golemih udaljenosti unutar zemlje, skrbi u prvom redu za prijevoz tereta, no ubrzano se razvija i putnički promet. Gotovo svi veći ruski gradovi imaju zračne luke. 
Unutarnja se plovidba odvija dobro razvedenim sustavom rijeka, jezera i kanala povezanih s Volgom i spaja pet mora: Baltičko, Bijelo, Kaspijsko i Crno more. U Sibiru je unutarnja plovidba nemoguća tijekom mnogih mjeseci zbog leda. 
Rusija ima jednu od najjačih trgovačkih mornarica na svijetu,iako su dvije od najvažnijih luka, Sankt Peterburg na Baltiku i Vladivostok na Tihom oceanu, zaleđene 6 mjeseci u godini. Stoga se u lukama ne može bez ledolomaca. Luka Murmansk na Barentsovu moru ima najbolje klimatske uvjete.